# Minnesota Vikings 1969
La stagione NFL 1969 fu la 9ª per i Minnesota Vikings nella Lega.

## Scelte nel Draft 1969
| Draft NFL 1969   |                  |                  |                                        |                                        |                                        |                                         |
| Ordine del Draft | Ordine del Draft | Ordine del Draft | Giocatore                              | Ruolo                                  | College                                | Note                                    |
| Giro             | Scelta           | Generale         | Giocatore                              | Ruolo                                  | College                                | Note                                    |
| 1                | 17               | 17               | Scambiata con i New Orleans Saints[a]  | Scambiata con i New Orleans Saints[a]  | Scambiata con i New Orleans Saints[a]  | Scambiata con i New Orleans Saints[a]   |
| 2                | 13               | 39               | Ed White                               | Guardia                                | California                             | dai Giants[b]                           |
| 2                | 17               | 43               | Volly Murphy                           | Wide receiver                          | Texas-El Paso                          |                                         |
| 3                | 17               | 69               | Scambiata con i Philadelphia Eagles[c] | Scambiata con i Philadelphia Eagles[c] | Scambiata con i Philadelphia Eagles[c] | Scambiata con i Philadelphia Eagles[c]  |
| 4                | 17               | 95               | Mike McCaffrey                         | Linebacker                             | California                             |                                         |
| 5                | 2                | 106              | Jim Barnes                             | Guardia                                | Arkansas                               | dai Falcons[d]                          |
| 5                | 8                | 112              | Mike O'Shea                            | Wide receiver                          | Utah St.                               | dai Lions via Steelers[d]               |
| 5                | 17               | 121              | Cornelius Davis                        | Running back                           | Kansas State                           |                                         |
| 6                | 18               | 148              | Marion Bates                           | Defensive back                         | Texas Southern                         | originariamente scelta dei Chargers[f]  |
| 7                | 17               | 173              | Scambiata con i Washington Redskins[g] | Scambiata con i Washington Redskins[g] | Scambiata con i Washington Redskins[g] | Scambiata con i Washington Redskins[g]  |
| 8                | 17               | 199              | Harris Wood                            | Wide receiver                          | Washington                             |                                         |
| 9                | 17               | 225              | Tom Fink                               | Guardia                                | Minnesota                              |                                         |
| 10               | 19               | 253              | Tom McCauley                           | Defensive back                         | Wisconsin                              | originariamente scelta dei Cardinals[h] |
| 11               | 17               | 277              | Brian Dowling                          | Quarterback                            | Yale                                   |                                         |
| 12               | 17               | 303              | Noel Jenke                             | Linebacker                             | Minnesota                              |                                         |
| 13               | 17               | 329              | Jim Moylan                             | Defensive tackle                       | Texas Tech                             |                                         |
| 14               | 17               | 355              | Tommy Head                             | Centro                                 | Southwest Texas State                  |                                         |
| 15               | 17               | 381              | Eugene Mosley                          | Tight end                              | Jackson State                          |                                         |
| 16               | 17               | 407              | Scambiata con i Detroit Lions[i]       | Scambiata con i Detroit Lions[i]       | Scambiata con i Detroit Lions[i]       | Scambiata con i Detroit Lions[i]        |
| 17               | 17               | 433              | Wendell Housley                        | Running back                           | Texas A&M                              |                                         |

Note:
- [a] I Vikings scambiarono la loro scelta nel 1º giro (17ª assoluta) e la loro scelta nel 1º giro (7ª assoluta) al Draft NFL 1968 con i Saints in cambio del QB Gary Cuozzo.
- [b] I Giants scambiarono la loro scelta nel 2º giro (39ª assoluta), le loro scelte nel 1º giro (2ª assoluta) e 2º giro (28ª assoluta) al Draft NFL 1967 e la loro scelta nel 1º giro (1ª assoluta) Draft NFL 1968 con i Vikings in cambio del QB Fran Tarkenton.
- [c] I Vikings scambiarono la loro scelta nel 3º giro (69ª assoluta) con gli Eagles in cambio del QB King Hill.
- [d] I Falcons scambiarono la loro scelta nel 5º giro (106ª assoluta) e la loro scelta nel 7º giro (167ª assoluta) al Draft NFL 1968 con i Vikings in cambio del QB Ron VanderKelen.
- [e] Gli Steelers scambiarono la scelta nel 5º giro (112ª assoluta) dei Lions con i Vikings in cambio del RB Bobby Walden.
- [f] I Vikings avevano originariamente la 147ª scelta assoluta ma passarono il turno permettendo ai Chargers di salire, prendendo di conseguenza la 148ª scelta assoluta.
- [g] I Vikings scambiarono la loro scelta nel 7º giro (173ª assoluta) con i Redskins in cambio del S Paul Krause.
- [h] I Vikings avevano originariamente la 251ª scelta assoluta ma passarono il turno permettendo ai Chargers ed ai Cardinals di salire, prendendo di conseguenza la 253ª scelta assoluta.
- [i] I Vikings scambiarono la loro scelta nel 16º giro (407ª assoluta) con i Lions in cambio della scelta nel 17º giro (445ª assoluta) al Draft NFL 1968 di questi ultimi.

## Partite

### Stagione regolare
| Calendario |              |                       |           |                               |            |        |
| Settimana  | Data         | Avversario            | Risultato | Stadio                        | Spettatori | Record |
| 1          | 21 settembre | @ New York Giants     | P 23-24   | Yankee Stadium                | 62.900     | 0-1    |
| 2          | 28 settembre | Baltimore Colts       | V 52-14   | Metropolitan Stadium          | 47.900     | 1-1    |
| 3          | 5 ottobre    | Green Bay Packers     | V 19-7    | Memorial Stadium              | 60.740     | 2-1    |
| 4          | 12 ottobre   | @ Chicago Bears       | V 31-0    | Wrigley Field                 | 45.757     | 3-1    |
| 5          | 19 ottobre   | @ St. Louis Cardinals | V 27-10   | Busch Memorial Stadium        | 49.430     | 4-1    |
| 6          | 26 ottobre   | Detroit Lions         | V 24-10   | Metropolitan Stadium          | 47.900     | 5-1    |
| 7          | 2 novembre   | Chicago Bears         | V 31-14   | Metropolitan Stadium          | 47.900     | 6-1    |
| 8          | 9 novembre   | Cleveland Browns      | V 51-3    | Metropolitan Stadium          | 47.900     | 7-1    |
| 9          | 16 novembre  | @ Green Bay Packers   | V 9-7     | Milwaukee County Stadium      | 48.321     | 8-1    |
| 10         | 23 novembre  | Pittsburgh Steelers   | V 52-14   | Metropolitan Stadium          | 47.202     | 9-1    |
| 11         | 27 novembre  | @ Detroit Lions       | V 27-0    | Tiger Stadium                 | 57.906     | 10-1   |
| 12         | 7 dicembre   | @ Los Angeles Rams    | V 20-13   | Los Angeles Memorial Coliseum | 80.430     | 11-1   |
| 13         | 14 dicembre  | San Francisco 49ers   | V 10-7    | Metropolitan Stadium          | 43.028     | 12-1   |
| 14         | 21 dicembre  | @ Atlanta Falcons     | P 3-10    | Atlanta Stadium               | 52.872     | 12-2   |

| Classifica finale della NFL Central Division 1969                                                                        | Classifica finale della NFL Central Division 1969 | Classifica finale della NFL Central Division 1969 | Classifica finale della NFL Central Division 1969 | Classifica finale della NFL Central Division 1969 | Classifica finale della NFL Central Division 1969 | Classifica finale della NFL Central Division 1969 |
| | V                                                 | P                                                 | N                                                 | PCT                                               | PR                                                | PS                                                |
| --- | ------------------------------------------------- | ------------------------------------------------- | ------------------------------------------------- | ------------------------------------------------- | ------------------------------------------------- | ------------------------------------------------- |
| Minnesota Vikings | 12                                                | 2                                                 | 0                                                 | .857                                              | 379                                               | 133                                               |
| Detroit Lions | 9                                                 | 4                                                 | 1                                                 | .692                                              | 259                                               | 188                                               |
| Green Bay Packers | 8                                                 | 6                                                 | 0                                                 | .571                                              | 269                                               | 221                                               |
| Chicago Bears | 1                                                 | 13                                                | 0                                                 | .071                                              | 210                                               | 339                                               |
| Legenda: V = Vittorie, P = Sconfitte, N = Pareggi, PCT= Percentuale di vittoria, PR= Punti realizzati, PS = Punti Subiti |                                                   |                                                   |                                                   |                                                   |                                                   |                                                   |

### Postseason

#### Playoff
| Settimana          | Data             | Avversario         | Risultato | Stadio               | Spettatori |
| ------------------ | ---------------- | ------------------ | --------- | -------------------- | ---------- |
| Western Conference | 27 dicembre 1969 | Los Angeles Rams   | V 23-20   | Metropolitan Stadium | 47.900     |
| NFL Championship   | 4 gennaio 1970   | Cleveland Browns   | V 27-7    | Metropolitan Stadium | 47.900     |
| Super Bowl         | 11 gennaio 1970  | Kansas City Chiefs | P 7-23    | Tulane Stadium       | 80.562     |

#### Super Bowl
| Super Bowl IV |        |         |           |         |        |                                                                                     |           |           |
| Quarto        | Tempo  | Squadra | Drive     | Drive   | Drive  | Info sulla marcatura                                                                | Punteggio | Punteggio |
| Quarto        | Tempo  | Squadra | Lunghezza | Giocate | Durata | Info sulla marcatura                                                                | MIN       | KC        |
| 1             | 8'08"  | KC      | 44        | 8       | 4'06"  | FG: Jan Stenerud 48 yard                                                            | 0         | 3         |
| 2             | 1'40"  | KC      | 55        | 8       | 4'48"  | FG: Jan Stenerud 32 yard                                                            | 0         | 6         |
| 2             | 7'08"  | KC      | 27        | 4       | 2'13"  | FG: Jan Stenerud 25 yard                                                            | 0         | 9         |
| 2             | 9'26"  | KC      | 19        | 6       | 1'47"  | TD: Mike Garrett corsa da 5-yard (Jan Stenerud punto addizionale)                   | 0         | 16        |
| 3             | 10'28" | MIN     | 69        | 10      | 4'34"  | TD: Dave Osborn corsa da 4-yard (Fred Cox punto addizionale)                        | 7         | 16        |
| 3             | 13'38" | KC      | 82        | 6       | 3'10"  | TD: Otis Taylor passaggio da 46-yard da Len Dawson (Jan Stenerud punto addizionale) | 7         | 23        |

## Premi
- Bud Grant:

allenatore dell'anno